# 시민 10
시민 10은 산마리노의 좌익 정당이다. 이 당은 민주사회주의와 전자민주주의를 주장하며, 산마리노의 EU가입을 반대한다. 현재 원내 3당이며, 산마리노 통합좌파당, 미래공화국과 함께 연립정부를 구성하고있다.